# Dübs and Company
Dübs and Company era una fabbrica di locomotive a vapore sita a Glasgow in Scozia.

## Storia

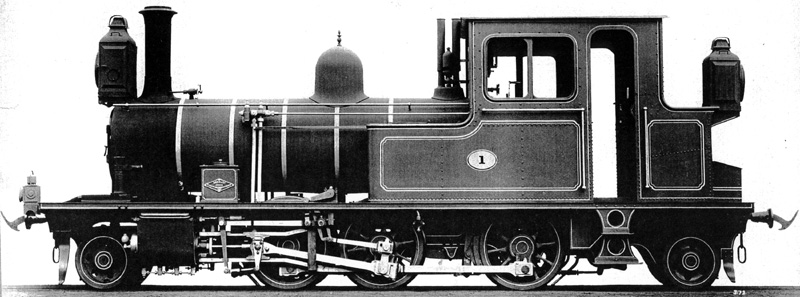
Locomotiva NSB classe XXI n. 1, nel 1894

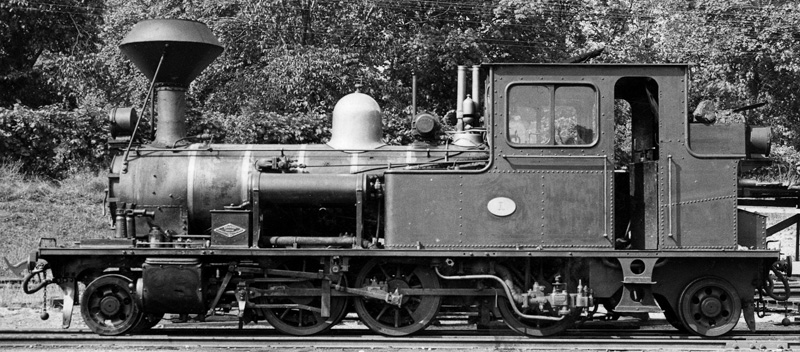
Locomotiva NSB classe XXI n. 1 in stazione di Kristiansand nell'agosto 1938

La fabbrica fu fondata nel 1863 da Henry Dübs, un ingegnere tedesco che si era trasferito in Gran Bretagna. La società da lui fondata prese il suo nome.
Nel 1867 la Dubs and Company iniziò a costruire locomotive per l'esportazione, inizialmente per l'India, per varie ferrovie europee e per la Russia ma in seguito le forniture si estesero per tutto il mondo, in particolare per Nuova Zelanda, Australia, Cina e Sudafrica e alle ferrovie di stato dell'isola di Natale.
Nel 1903 la Dubs and company si fuse con altre due fabbriche britanniche di locomotive, la Sharp, Stewart and Company e la Neilson, Reid and Company confluendo nella North British Locomotive Company.
Un buon numero tra le molte locomotive prodotte è conservato per esposizione o tenuto in efficienza per essere utilizzato da ferrovie museo, tra le quali sono la Silver Stream Railway, in Nuova Zelanda e la Umgeni Steam Railway, in Sud Africa.

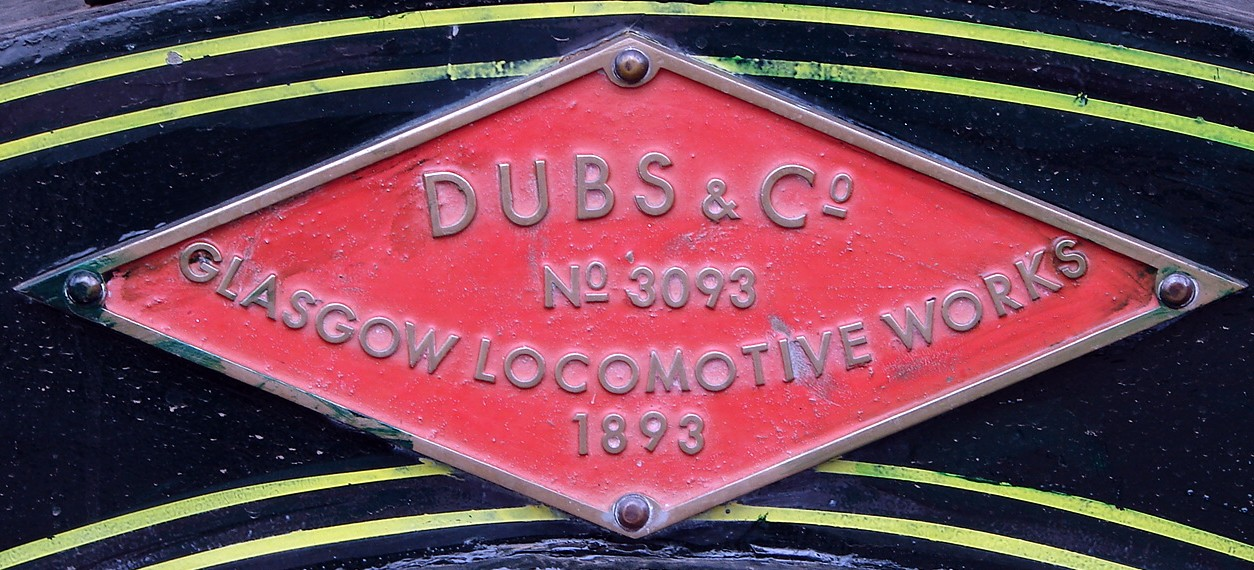

## Locomotive preservate

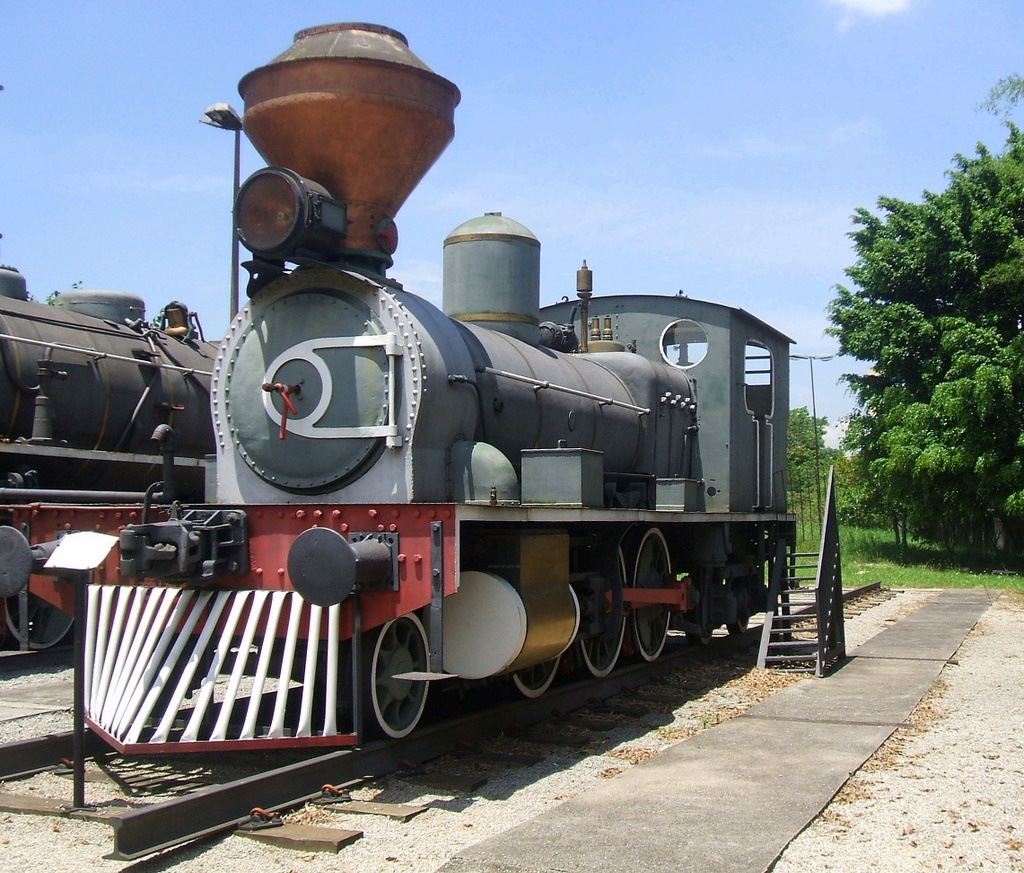
Locomotiva 1-3-2T n. 2351, costruita nel 1888 per la Companhia Paulista de Estradas de Ferro. Esposta al Museo Tecnologia di San Paulo, (Brasile)

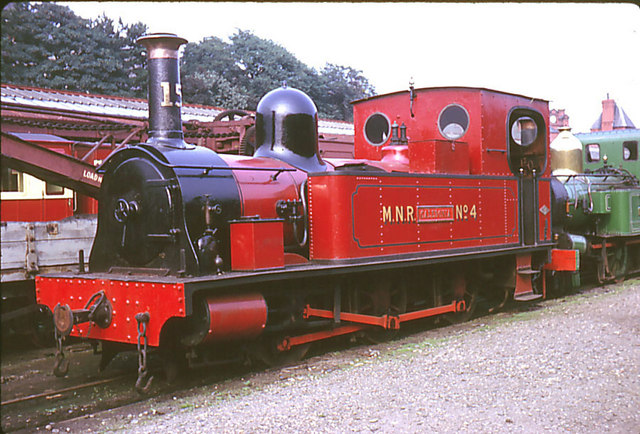
Locomotiva n. 15 Caledonia dell'Isle of Man Railway; costruita nel 1885 per la Manx Northern Railway. Fotografata nella stazione di Douglas station nel 1969 in livrea MNR